# Café-concert

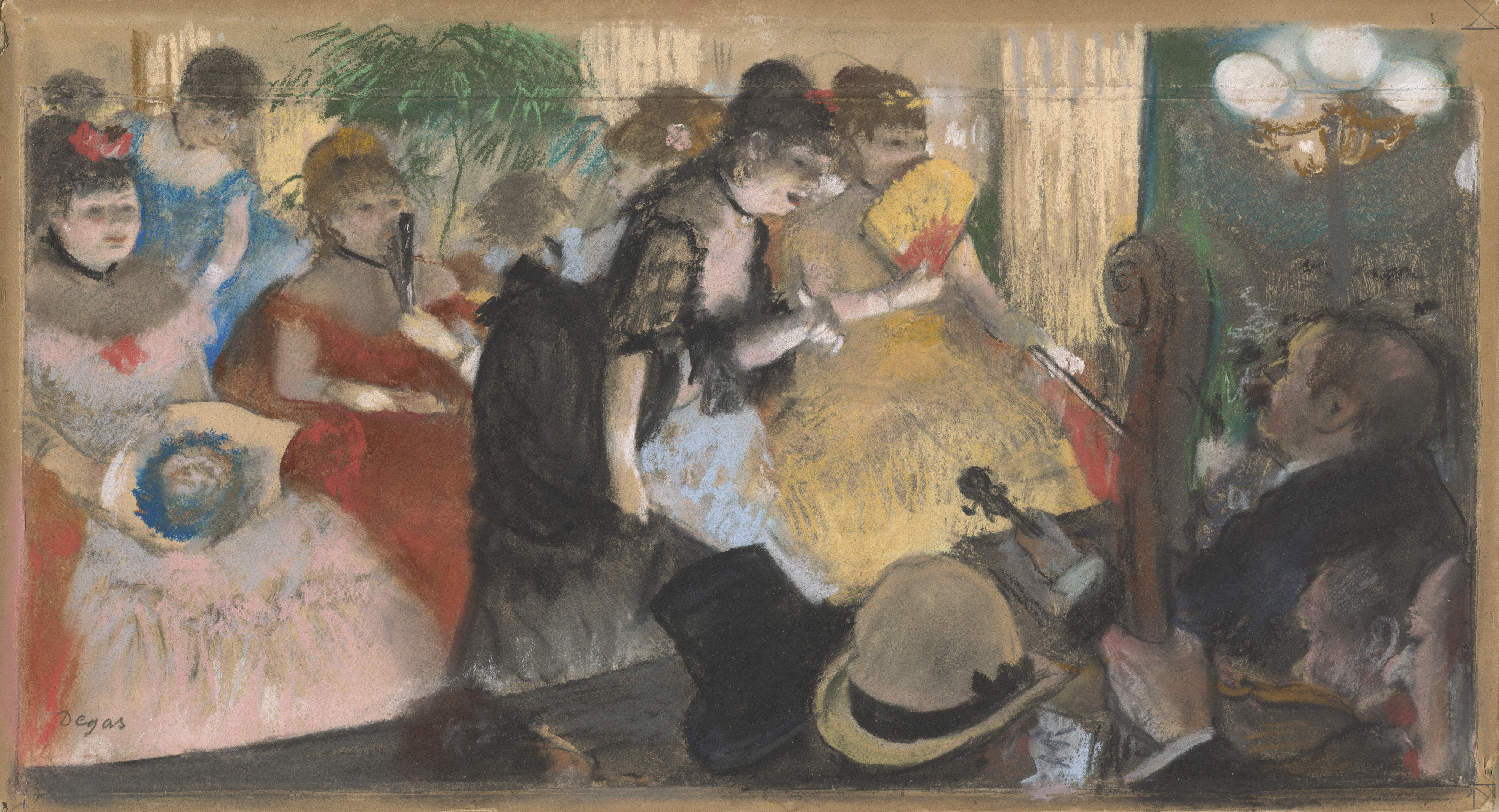
El café-concert parisino pintado por Edgar Degas (1876-1877).

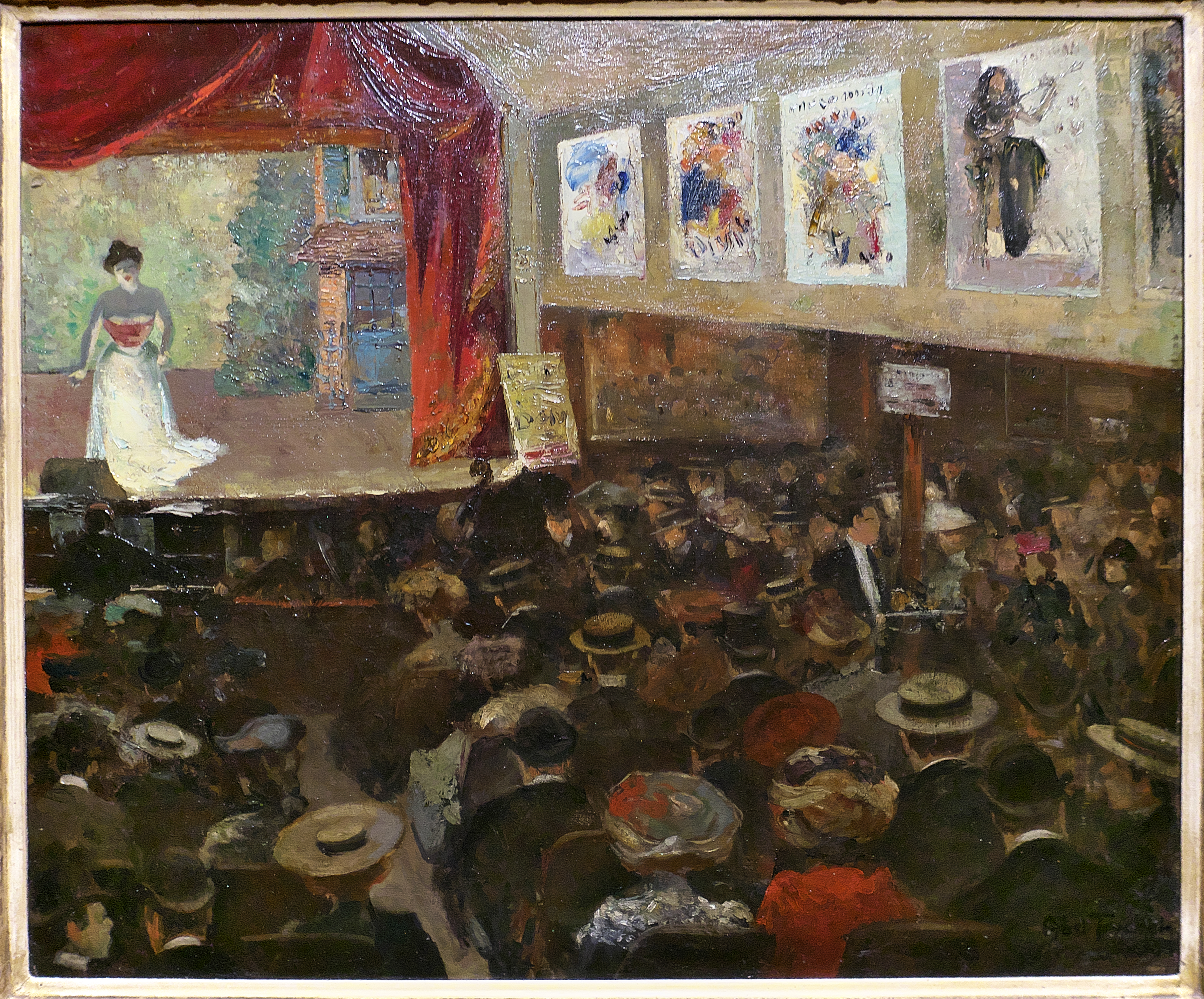
Pintura de Louis Abel-Truchet (ca. 1895)

Café-concert, café-chantant o caf'conc es un galicismo utilizado para hacer referencia a un establecimiento que es, a la vez, una sala de conciertos y un café. El modelo que se ha conservado, con muy diferentes variedades, puede ser sintetizado como local donde además de una consumición (bebida y comida, a discreción), el público presencia espectáculos musicales, teatrales o mixtos.
El café-concert está asociado a la Belle Époque francesa. La tradición del café-concert como un lugar de presentación de grupos musicales tiene sus orígenes en el París y en el Londres del siglo xviii, pero algunos autores aventuran la tesis de que se popularizaron en el siglo xix y a principios del siglo xx a través de diferentes modelos nacionales de café-concert.

## Historia
Aunque según Legrand-Chabrier, el café-concert es la «síntesis de todos los espectáculos que no son teatro», los locales que pueden ser considerados como precedente suyo, eran espacios donde, en función del país y el público asistente, se ofrecían romanzas, cuplés o fragmentos de ópera; algunos estudiosos proponen que en su origen se trató de un café al aire libre donde pequeños grupos de artistas ejecutaban música popular. La música generalmente era alegre, a veces atrevida o subida de tono, aunque sin entrar en asuntos polémicos o políticos como en el cabaret. Muchos autores aceptan la amplitud semántica que el término café-concert comporta y la diversidad de los espectáculos que se reivindican o asocian a él, desde música y canto a pequeñas obras teatrales, pasando por comedia musical, danza y acrobacia. Todo ello entra en conflicto con otros términos, etiquetas y tipos de espectáculo mixto como el cabaret, el teatro de music hall o el vodevil. 

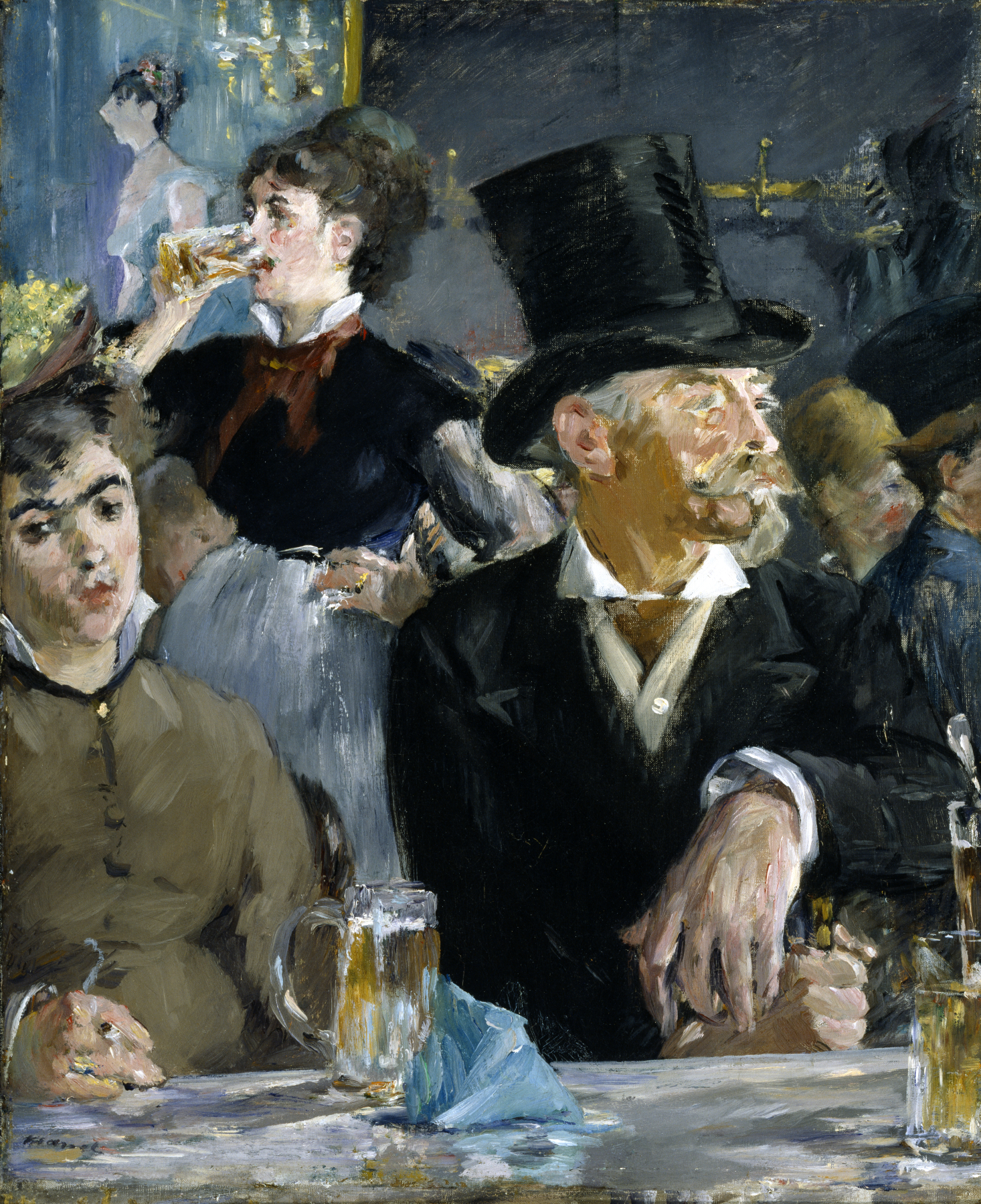
En el café-concert de Édouard Manet.

Los café-concert italianos, alemanes o austríacos de ciudades como Berlín, Múnich, Leipzig y Viena o del café-concert centroeuropeo de Praga y Varsovia adquirieron especial importancia entre las dos guerras mundiales. Un posible ejemplo, aunque más afín al concepto de cabaret político y literario, fue el «Die Katakombe», 1929-1935, clausurado por orden de Joseph Goebbels, Ministro de Propaganda del Tercer Reich. 
Los café-concerts también se hicieron muy populares en Turquía, donde eran llamados «kafeşantan». Muchos abrieron en el barrio Beyoğlu de Estambul en los primeros años del siglo xx. Fueron descritos minuciosamente en las memorias de autores como Ahmed Rasim y Sermet Muhtar Alus. El antecesor del kafeşantan, el «kahvehane», apareció en la en época del Imperio otomano, hacia 1554, en forma de club de estatus social. De forma paralela, en el Imperio ruso los café-concerts se conocieron como «kafé-shantán» (кафе-шантан). Odesa fue la ciudad más conocida para su numerosos «kafé-shantany».
En América Latina, un sucedáneo del café-concert con etiqueta nacional conoció su esplendor entre 1960-80. En Río de Janeiro, Brasil; es muy conocido el restaurante Garota de Ipanema (antes denominado "Veloso"), donde Vinicius de Moraes compuso la canción homónima. También fueron famosos lugares como La Fusa y Le Carrousel en el balneario uruguayo de Punta del Este.
En Buenos Aires, Argentina, el género café-concert floreció en la década de 1960 con espectáculos como "Help, Valentino", "Dejate de Historias" y "Cosaquiemos la Cosaquia" -ambos creados por un todavía ignoto Antonio Gasalla y con los café concerts del empresario Lino Patalano (El gallo cojo y La gallina embarazada) y otros como la Botica del Ángel de Eduardo Bergara Leumann donde una generación de intérpretes, (Carlos Perciavalle, Nacha Guevara, Edda Díaz, Susana Rinaldi, Enrique Pinti, Marikena Monti, Horacio Molina, Les Luthiers, etc.) se midió con antiguas glorias del espectáculo (Niní Marshall, Cipe Lincovsky, Tita Merello o Jorge Luz).
En Chile el café-concert moderno, está muy relacionado con la comedia en vivo, siendo bastante popular en bares, cafeterías y discotecas a lo largo de todo el país. Algunos exponentes, con alta demanda por espectáculos debido a su trayectoria como figuras de la industria del entretenimiento son la cantante Patricia Maldonado y el humorista Coco Legrand. En el mundo LGBTQ+, el café-concert es un medio de expresión muy recurrente para varios transformistas y drag queens, como Askha Sumatra, Janin Day, Francisca del Solar, Mía Di Santi y Hade Meberack, entre otras.
En París algunos clásicos conservados de este tipo de sala de representación y café, son el Satellit Café, Le Big Band Café, o el Café Montmartre. Todos, ellos a la zaga del desaparecido Le Chat Noir.